# Chimo
Chimo（チャイモ）は、2007年に結成された大分県大分市を中心に活動する女性アイドルグループである。ビートエージェンシー所属。「ご当地アイドル殿堂入り」。
グループ名には、「Challenge , Change , Chance , in my Oita」という意味が込められており、地元大分県を盛り上げるべく活動していた。

## 概要
2007年7月に学生向けフリーペーパー『CHIME』の専属モデルによって結成。当時の所属事務所はチャイムエンターテイメント。
2011年11月、運営がビートエージェンシーに変わり、組織改編が行われた。結成当初の表記は大文字で「CHIMO」だったが、これに際し「Chimo」表記となり、「Challenge , Change , Chance , in my Oita」の意味を持たせるようになった。
改編前は、高校生メンバーを「Chimo」、中学生以下は「Chimo Jr.」と称していたが、この組織改編をもってJr.制度が廃止。
更にメンバーは高校卒業とともに卒業することになっていたが、次年度をもって卒業制度は廃止された。
またライバルユニットに「BLAZE」があった。
主に大分市と別府市を中心とした大分県内で活動を行っており、県内各地のイベントや、商業施設で行われる催事などに出演している。
2015年下半期「日本ご当地アイドル活性協会が選ぶアイドルセレクト10」に選出されている。
2017年1月、結成10年を迎えて日本ご当地アイドル活性協会より『ご当地アイドル殿堂入り』に認定。
大分県の名産品「かぼす」にちなんで、グループの挨拶は『みなさん、おつかぼす！わたしたち、大分県産Chimoです！』。
2022年11月17日に現体制を終了し、休止に入ると発表。同年12月31日をもって休止となった。
2023年6月25日、「Chimotion～再始動&新メンバーお披露目LIVE～」を開催し、メンバー8名で再始動した。

## メンバー
※2025年8月メンバー
| 名前   | 愛称             | 誕生日                 | メンバーカラー | 加入時期       | 備考 |
| ------ | ---------------- | ---------------------- | -------------- | -------------- | --- |
| なち   | なちなち         | 2002年11月20日（22歳） | オレンジ       | 2023年6月25日  | 再始動初期メンバー。2024年7月、研究生より昇格。                                                                   |
| あたる | チュンチュン     | 2003年8月8日（22歳）   | 緑色           | 2023年6月25日  | 再始動初期メンバー。2024年9月、研究生より昇格。                                                                   |
| あおい | あおいちゃ       | 2004年8月5日（21歳）   | イエロー       | 2023年6月25日  | 再始動初期メンバー。2024年5月、研究生より昇格。                                                                   |
| みき   | みやん           | 2006年6月19日（19歳）  | レッド         | 2023年6月25日  | 再始動初期メンバー。2024年5月、研究生より昇格。2024年7月～2025年4月、受験のため活動休止。元メンバーさきの双子の姉 |
| りおん | ちっちゃいゴジラ | 2008年1月11日（17歳）  | パープル       | 2023年6月25日  | 再始動初期メンバー。2024年7月、研究生より昇格。                                                                   |
| ももあ | もーちゃん       | 2010年4月22日（15歳）  | 水色           | 2023年6月25日  | 再始動初期メンバー。2024年7月、研究生より昇格。元FES☆TIVE髙木由莉愛の実妹                                         |
| あむ   | あむあむ         | 2008年2月13日（17歳）  | 白色           | 2023年9月11日  | 再始動2期メンバー。2024年9月、研究生より昇格。2025年6月～学業のため活動休止。                                     |
| はなか | はなちゃん       | 2007年7月20日（18歳）  | 桜色           | 2024年10月20日 | 2025年1月、研究生へ昇格。2025年8月、研究生より昇格。                                                              |

### 元メンバー
| 名前                 | 愛称                    | 誕生日                 | 加入時期       | 卒業時期       | 備考 |
| -------------------- | ----------------------- | ---------------------- | -------------- | -------------- | --- |
| エミ（工藤えみ）     |                         | 1993年2月7日（32歳）   | 2007年         | 2009年8月      | ファッション誌『Seventeen』の専属モデルオーディションで グランプリを受賞し、東京でのモデル活動の為、脱退。 プラチナムプロダクション所属。 |
| リナ                 |                         |                        | 2007年         | 2010年3月5日   | 第1期生リーダー。 |
| セレン（楠世蓮）     |                         | 1991年10月12日（33歳） | 2007年         | 2010年3月5日   | 卒業後はソニー・ミュージックアーティスツ所属。 |
| ミサキ（渡邉美咲）   |                         |                        | 2007年         | 2010年3月5日   | 「九州氷結クラブ」メンバー。 |
| ヨウコ               |                         |                        | 2007年         | 2010年3月5日   | 卒業後はバロックワークス所属。 |
| ミヤビ               |                         |                        | 2007年         | 2009年         | |
| ユキ                 |                         |                        | 2007年         |                | |
| アヤミ               |                         |                        | 2007年         |                | |
| サヤカ               |                         |                        | 2007年         |                | |
| メイ                 |                         |                        | 2008年         |                | |
| アヤナ               |                         |                        | 2009年5月      | 2009年8月      | Chimo Jr. |
| カワポン             | さゆみ                  |                        | 2009年10月     | 2010年         | |
| 聖華                 |                         |                        | 2009年5月      | 2010年2月      | Chimo Jr. |
| ミサ(衛藤美彩)       | みさみさ                | 1993年1月4日（32歳）   | 2008年         | 2011年3月20日  | 2010年度リーダー。卒業後は乃木坂46に加入（2019年3月卒業）。 2010年4月27日放送『ロンドンハーツ』の企画「AKG47」で、 偶然声をかけられ、大分県代表として選出された。 |
| アイコ               |                         | 1992年8月6日（33歳）   | 2009年         | 2011年3月20日  | |
| サキ                 | さきちゃる              | 1992年12月24日（32歳） | 2008年         | 2011年3月29日  | Chimo Jr.から10年4月に進級。 |
| ラン(髙橋蘭)         | らんらん らんちゅん     | 1994年12月12日（30歳） | 2011年2月      | 2011年4月      | 2011年8月にBLAZEメンバーとして復活。 2013年 - 2014年8月までヤンチャン学園 音楽部、 2014年9月よりザ・マーガリンズで活動。 クィーンズアベニューα所属。 |
| シマ                 | しまきち つっきー       | 1994年8月17日（30歳）  | 2009年         | 2011年8月      | 2011年8月にBLAZEに移籍。 |
| ユリア（髙木由莉愛） | ゆっちゃん ゆりあぴーす | 1997年11月11日（27歳） | 2011年5月      | 2011年8月      | Chimo Jr.で活動後、BLAZEに移籍。 2013年3月、ぶれいずとしてCDデビュー。卒業後、アップルバスター、はっぴっぴ、JAPANARIZMを経て、FES☆TIVEに加入(髙木ゆりあ)。 |
| セイラ（畠中清羅）   | せいたん                | 1995年1月25日（30歳）  | 2010年8月      | 2011年8月      | Chimo Jr.から2010年4月に進級。卒業後は乃木坂46に加入（2015年4月卒業）。 |
| ノゾミ               | のぞみーる みーる       | 1994年11月8日（30歳）  | 2009年5月      | 2011年8月      | Chimo Jr.から2010年4月に進級。2011年度副リーダー。 |
| イヅミ               | いづみん 社長           | 1993年6月8日（32歳）   | 2009年10月     | 2012年3月      | 2011年度リーダー。 |
| マコ                 | まこんちょ              | 1993年9月22日（31歳）  | 2010年1月      | 2012年3月      | |
| トモカ               |                         | 1997年5月27日（28歳）  | 2011年         | 2012年5月      | Chimo Jr.から研修生ユニットに移籍。 |
| ナホ                 | なほん                  | 1996年3月9日（29歳）   | 2009年7月      | 2012年9月      | Chimo Jr.から2011年4月に進級。 |
| サアヤ               | さあちゃん              | 1998年12月13日（26歳） | 2011年4月      | 2012年9月      | Chimo Jr.からNiimo結成に参加。 |
| りほ                 | はらだ                  | 1995年8月2日（30歳）   | 2011年         | 2013年9月      | Chimo Jr.から2012年9月に昇格。 |
| はるか               | はるごん ぱるる         | 1997年7月2日（28歳）   | 2010年5月      | 2013年11月     | Chimo Jr.から2012年9月に昇格。 |
| ののこ               | のん のんたそ たっそ    | 1995年6月29日（30歳）  | 2009年5月      | 2013年12月29日 | Chimo Jr.から2011年4月に進級。センターボーカルであり、 いくつかの曲では振り付けも行っていた。 2013年9月にGALETTe*を経て、DEAR KISSに加入。 |
| りな                 | あんりー リナ2          | 1995年8月12日（29歳）  | 2011年2月      | 2013年12月29日 | Chimo Jr.から2011年4月に進級。 |
| ももこ               | ももちゃ                | 1995年10月4日（29歳）  | 2013年9月      | 2013年12月29日 | レッスン生から加入。 |
| あやか（宮本あやか） | ウィルソン              | 1994年9月14日（30歳）  | 2009年7月      | 2013年         | Chimo Jr.から2010年4月に進級。2012年度リーダー。 2013年の引退後、2015年4月5日に正式な卒業式を開催。卒業後TICK☆tikに加入(宮本アヤカ)。 |
| モニカ               | もにょん                | 1995年12月26日（29歳） | 2009年5月      | 2014年6月      | Chimo Jr.から2011年4月に進級。2013年4月より活動休止、2014年2月新生Chimo初期メンバーとしてデビュー。 広報係としてウェブサイトの予定更新も行っていた。 |
| みお                 | みおちゃん              | 1996年2月9日（29歳）   | 2013年11月     | 2014年8月      | レッスン生から加入。2014年2月新生Chimo初期メンバーとしてデビュー。 |
| あみ                 | あみっぺ あみぺ、ぺたん | 1997年12月13日（27歳） | 2013年11月     | 2014年12月     | レッスン生から加入。2014年2月新生Chimo初期メンバーとしてデビュー。 |
| ゆうか               | ゆうか                  | 1996年5月20日（29歳）  | 2013年6月      | 2015年3月21日  | レッスン生より昇格。2014年2月新生Chimo初期メンバーとしてデビュー。 |
| えりか               |                         |                        |                | 2015年3月21日  | 研究生として加入。昇格はせず、学業との両立を理由に脱退。 |
| きえ                 |                         |                        |                | 2015年3月21日  | 研究生として加入。昇格はせず、学業との両立を理由に脱退。 |
| りこ                 | りこぴん えびおんな     | 1997年5月3日（28歳）   | 2011年         | 2015年9月27日  | Chimo Jr.から2012年9月に昇格。2014～15年のリーダー。2014年2月に再始動した新生Chimoを唯一引っ張る存在。 |
| きょうこ             |                         | ????年9月16日          | 2014年6月14日  | 2016年9月25日  | 2014年12月、正規メンバーに昇格。 |
| とも                 |                         | 1998年10月8日（26歳）  | 2015年5月      | 2016年9月25日  | |
| りな                 |                         | 1999年4月29日（26歳）  | 2014年10月     | 2017年7月23日  | 2014年12月、正規メンバーに昇格。卒業後Very Very Red Berryに加入（黒木莉奈名義）。 |
| りお                 |                         | 2000年3月25日（25歳）  | 2013年6月      | 2018年2月4日   | |
| えな                 |                         |                        | 2018年6月3日   | 2018年7月      | 契約違反があり、脱退。 |
| なつみ               | なっち                  | 1999年11月1日（25歳）  |                | 2018年6月3日   | |
| みゆう               |                         | 2005年11月16日（19歳） | 2017年6月      |                | |
| みく(後藤未来)       | おみく                  | 1999年9月8日（25歳）   | 2016年7月      | 2018年12月9日  | 2017年8月、正規メンバーに昇格。卒業後、ヒラタオフィス所属の役者となる(後藤未来)。 |
| ゆうき               | ゆっきー                | 2002年4月8日（23歳）   | 2018年10月20日 | 2020年2月25日  | 研究生として加入。青色担当。規約違反により解雇。 |
| りこ                 | りこりこ                | 2002年11月19日（22歳） | 2019年8月25日  | 2020年2月25日  | 研究生として加入。規約違反により解雇。 |
| こよい               | こよ丸                  | 2000年11月22日（24歳） | 2018年2月4日   | 2020年12月12日 | 研究生として加入後、2018年10月正規メンバーに昇格。オレンジ色担当。 卒業公演はなかった。 |
| ちか(岡崎ちか)       | ちーちゃん              | 1998年10月14日（26歳） | 2017年         | 2021年5月2日   | 2018年研究生から昇格。メンバーカラーはピンク。 YouTube「ちかちゃんねる」を開設。元SPATIOの岡崎日菜は妹。 |
| あかり               | あかりん                | 2002年2月1日（23歳）   | 2019年3月2日   | 2022年3月21日  | 2020年12月、研究生より昇格。メンバーカラーは緑。 2021年12月7日にtwitter公式アカウントにて卒業を発表、2022年3月20日の「Chimotion～卒業公演～」にて卒業した。 |
| あかね（生野朱音）   | あーちゃん              | 2002年5月8日（23歳）   | 2013年6月16日  | 2022年7月31日  | 2015年レッスン生から昇格。メンバーカラーは赤。日出町出身。 同町の日出城址周辺の観光案内所「二の丸館」内、「にのまる茶屋」の看板娘を担当（2021年3月に閉店）。 2021年4月より八幡朝見神社内の茶房「萬太郎」の看板娘を担当。 2022年7月31日の「Chimotion～あかね卒業公演～」にて卒業した。卒業時の役職はリーダー。 |
| りょうか             | りょうか                | 2002年7月9日（23歳）   | 2020年12月30日 | 2022年12月31日 | 2022年3月に正規メンバー昇格。水色担当。 2022年12月31日活動を辞退し個人の芸能活動に移行。 |
| ふうか               | ふーしゃん              | 2003年8月18日（21歳）  | 2021年6月12日  | 2022年12月31日 | 2022年3月に正規メンバー昇格。紫色担当。 2022年12月31日活動を辞退し事務所を退所。 |
| はるか               | ぱるちゃん              | 2007年4月27日（18歳）  | 2022年5月8日   | 2022年12月31日 | 2022年12月31日活動を辞退し事務所を退所。 |
| みほ                 | みぽりん                | 1996年7月20日（29歳）  | 2022年6月26日  | 2022年12月31日 | 2022年12月31日活動を辞退し個人の芸能活動に移行。 |
| ゆうこ               | ゆうこりん              | 2002年4月5日（23歳）   | 2020年5月27日  | 2025年1月12日  | 2021年5月に正規メンバー昇格。ピンク担当。 2025年1月12日の「Chimoゆうこ卒業公演」にて卒業した。卒業時の役職はリーダー。前体制終了後、１人で新生Chimoを立ち上げた |
| さき                 | さやん                  | 2006年6月19日（19歳）  | 2023年6月25日  | 2025年3月29日  | 2024年8月に正規メンバー昇格。青色担当。 2025年3月29日の「Chimoさき卒業公演」にて卒業した。みきの双子の妹 |

## 略歴

### 2007年
- 1月に『CHIME』が創刊した[17]。

### 2008年
- 3月29日、最初は大分県で活動していたが、徐々に県外でも話題になり始めたことで、アメーバブログにて公式ブログ『CHIME（チャイム）って何? CHIMO（チャイモ）って芋?』が開設された[18][19]。
- 7月18日放送回のフジテレビ系のバラエティ番組『一攫千金!日本ルー列島』の大分県の取材の際に紹介される[20]。これにより公式ブログのアクセス数が急増した[21]。

### 2009年
- 大分インターネットテレビ放送にてレギュラー番組『CHIME学園』が放送開始。同時期に大分県内各地のイベントにヘッドライナーで出演、毎回数百人規模の動員を達成。
- 2月14日、自主レーベルChime Recordsからシングル『We Are CHIMO Yeah!!／Best Friend』でCDデビュー。着うたサイト「MUSIC WING」のインディーズランキングで1位を獲得。

### 2010年
- 3月5日、第1期生のリナ、セレン、ミサキ、ヨウコが卒業。ミサがリーダーに就任。
- 4月27日、テレビ朝日系のバラエティ番組『ロンドンハーツ』でミサが取り上げられる。このことでブログのアクセスが急増した。同年5月22日、TBS系のバラエティ番組『知っとこ!』で「大分の美少女アイドル」としてセレン、ヨウコ、ミサが出演[22]。

### 2011年
- 3月20日、ミサ、アイコが卒業。イヅミがリーダーに就任。
- 3月29日、サキが卒業。
- 4月、ののこ、なほ、せいら、りな、りほ、モニカがChimo Jr.から昇格。
- 4月26日、ランが活動辞退。
- 7月、衛藤美彩がミスマガジン2011グランプリ受賞。
- 8月、セイラこと畠中清羅と、卒業メンバーの衛藤美彩が乃木坂46オーディションに合格。
- 8月20日、BLACK CHIMOとして結成されたライバルユニット「BLAZE」にシマとユリアが移籍、元メンバーのラン、新メンバーリナ、チナツ、マユ加入。
- 8月28日、無期限活動休止を発表。
- 11月、運営母体の変更および組織改編に伴い表記を「Chimo」に改める。チーム分けの廃止。

### 2012年
- 3月18日、いづみ、まこが卒業。あやかがリーダーに就任。
- 5月、研修生ユニット活動開始。ともかが移籍。
- 9月1日、新体制の発表（卒業制度の廃止、）。なほが脱退。

### 2013年
- 9月、りほ卒業。同時にレッスン生よりももこ昇格。
- 11月7日、はるか卒業。
- 12月29日、ののこ、りな、ももこが卒業。活動中メンバーとしてりこ1名のみが残る。

### 2014年
- 2月、新生Chimoが始動。前体制から引き続きのりこに加えて、モニカ、あみ、りお、ゆうか、あかね、みおでスタート。
- 4月、各都道府県を拠点に活動するローカルアイドルが地元を応援するNHKの「恋する地元キャンペーン」において大分県担当に選出された。
- 6月1日、モニカが卒業。
- 8月2日、みおが卒業。
- 12月21日、あみが卒業。

### 2015年
- 3月21日、ゆうかが卒業。研究生のえりか、きえが脱退。
- 5月2日 7枚目のシングル「愛＞」を発売。
- 9月27日、りこが卒業。

### 2016年
- 6月1日、8枚目のシングル「DENGEKI Lover」を発売。
- 9月25日、主催ライブ「Chimotion Vol.1」を開催。きょうこ、ともが卒業[23]。

### 2017年
- 2月11日、 「Chimo 10周年記念 特別LIVE」をT.O.P.S Bitts HALLにて開催。ゲストはNiimo、Chimo（OG）、MKM-ZERO、QunQun、DEARKISS、畠中清羅（元乃木坂46）。
- 11月26日、「Chimo 10周年記念 特別LIVE vol.2」をT.O.P.S Bitts HALLにて開催。

### 2020年
- 11月15日、「Chimo13周年記念ライブ」を大分音楽館にて開催。OGのりな（黒木りな）が出演[24]。
- 11月18日、初のミニアルバム「お手紙」を発売[24]。
- 12月12日、こよいが卒業。

### 2021年
- 5月2日、ちかが卒業。

### 2022年
- 3月21日、あかりが卒業。
- 7月31日、リーダーあかねが卒業。
- 11月17日、公式アカウントにて2022年12月31日をもって現体制での活動を休止することを発表[25]。
- 12月25日、現体制ラストLIVE「Chimotion～クリスマスPARTY～」を開催。
- 12月30日、現体制ラストイベント「Chimo Last Cafe」を開催。
- 12月31日、メンバーの今後について発表し、活動休止となる[26]。

### 2023年
- 6月25日、「Chimotion～再始動&新メンバーお披露目LIVE～」開催。

### 2024年
- 4月、6月に開催されるクロちゃん主催の大型フェス「クロフェス2024 ～5周年だよ！全員集合！だしん！～」にて大分県代表として選出が発表[27]。
- 6月25日、「2024年上半期未発掘アイドルセレクト10」に選出される[28]。

### 2025年
- 1月12日、リーダーゆうこが「Chimoゆうこ卒業公演」にて卒業。
- 1月26日、はなかがChimo研究生へ昇格。
- 3月18日、さきが「Chimoさき卒業公演」にて卒業。
- 7月27日、9月に開催されるクロちゃん主催の大型フェス「クロフェス2025 6年目！クロフェスと結婚するしん！」にて大分県代表として2年連続選出が発表[29]。
- 8月3日、はなかがChimo正規メンバーへ昇格。

## 出演

### テレビ
- 一攫千金!日本ルー列島（フジテレビ系）
- ドォーモ（九州朝日放送ほか）
- CHOCOっと（大分放送）
- 乃木坂って、どこ?（テレビ東京系）
- ハッピーMusic（日本テレビ系）

### インターネットテレビ
- 放課後チャイム放送局（Oitaweb.TV）

### 広告

#### テレビCM
- スクールショップロイヤル（2011年） - サキ、セイラ。
- ファミリーホーム（2013年）
- 「好きっちゃ！とり天」（2015年、大分市公式動画チャンネル「いいやん！大分」内）[30]
- 大分海上保安部 「118番知っちょん？」(2016年) - りお、りな[31]。
- 新電力おおいた「大分が生んだ宝ものキャンペーン」（2019年） - ちか、Niimoのまな。
- パークプレイス大分 「パークプレイス大分17th誕生祭」（2019年） - あかね[32]。
- 豊和銀行「ほうわスーパーベスト」CM（2020年） - ちか[11]
- トランスコスモスおおいた CM（2021年） - あかね[33]
- 大分市 3きり運動 ｢わたしたちの3きり｣CM (2021年、大分放送) - あかね[34]

#### その他
- サンヨーコーヒー（2010年）
- 大分パルコ（2010年 - 2011年） - マコ。
- マイン高等学院（2010年） - アイコ、イヅミ。

## 活動場所（公演会場）
- club SPOT（大分市、ライブハウス）
- T.O.P.S Bitts HALL（大分市、ライブハウス）
- 大分音楽館（大分市、ライブハウス）
- カルチアパーク（大分市、イベントホール）
- トキハわさだタウン（大分市、百貨店）
- トキハあけのアクロスタウン（大分市、ショッピングセンター）
- パークプレイス大分（大分市、ショッピングセンター）
- 別府タワーホール（別府市、タワー内ライブハウス）
- ゆめタウン別府（別府市、総合スーパー）
- 天神ビブレ ビブレホール（福岡市中央区、ファッションビル内ホール）

## 書籍
- CHIMO写真集I SCHOOL LIFE（2008年） - 初期メンバー。
- CHIMO写真集II 学校・恋愛・ときどきCHIMO（2009年） - 初期メンバー。